# تیم ملی بسکتبال مردان دومینیکا
تیم ملی بسکتبال دومینیکا نماینده کشور جزیره ای دومینیکا در مسابقات بین‌المللی است 
1. ↑  "FIBA Ranking Presented by Nike". FIBA. ۷ دسامبر ۲۰۲۱. Retrieved 7 December 2021.